# نینا اوتکالنکو
نینا اوتکالنکو (روسی: Нина Григорьевна Откаленко؛ ۲۳ مه ۱۹۲۸ – ۱۳ مه ۲۰۱۵) دونده دو نیمه‌استقامت زن اهل اتحاد جماهیر شوروی سوسیالیستی بود.
وی همچنین برندهٔ جوایزی همچون نشان دوستی شده‌است.